# New Alresford
New Alresford – miasto w południowej Anglii (Wielka Brytania), w hrabstwie Hampshire, w dystrykcie Winchester, położone nad ujściem rzeki Alre do Itchen, na obrzeżu parku narodowego South Downs. Leży 16 km na wschód od miasta Winchester i 86 km na południowy zachód od Londynu. Miasto liczy 5102 mieszkańców.